# なのは洋菓子店のいい仕事
『なのは洋菓子店のいい仕事』（なのはようがしてんのいいしごと、Le travail de qualité de la patisserie Nanoha）は、若木民喜の日本の漫画作品。『週刊少年サンデー』（小学館）にて、2015年19号から2016年48号まで連載された。全70話。

## 概要
作者の前作『神のみぞ知るセカイ』の終了後に発表された短編『洋菓子店ギャラクシー』（週刊少年サンデー2014年36・37合併号に掲載）を雛型とした作品。とはいえ、『ギャラクシー』との共通点は「洋菓子店（パティスリー）を舞台としたコメディ」という程度にとどまっており、その内容に関しては構成方式を除けば、モチーフもテーマもキャラクターも継承されていない。
前述のとおりパティスリーを舞台とした作品であり、前作同様にスイーツ好きである作者の趣味が、前作とは全く別方向で反映されている作品となっている。
なお、本作の執筆にあたっては、スイーツのルセットや扱われ方に関して取材先の各パティスリーのみならず、辻調グループの監修を受けて制作されている。
全70話で約1年半の連載であったが、本当はもう少し長く続く予定だったという。特に打ち切りと言われたわけではなく、悩みに悩んだ末、終了させてもらったとのこと。それでも、最後の10話ぐらいはかなり本筋に入って来れられて、一番の「幹」の部分は描けた、特に最終回のお店の様子は連載前に思い描いていた感じにかなり近くて満足していると後にブログで語っている。

## あらすじ
とある町の丘の上にある「菜花洋菓子店」は、洋菓子店の看板を掲げながら、ショーウィンドーに手見せのケーキのひとつも置いていない、開店休業状態のパティスリーである。店を支えるのは、やる気のないシェフとして店に出ている長男の大夢（タイム）、家計を預かり赤字計算に頭を悩ませる次男の正路（セージ）、純粋で素朴な幼い三男ぱせりという菜花家の三兄弟。特に次男であるセージは洋菓子店を以前のように盛りたてようと日々、赤字相手に奮闘している。しかし兄のタイムはパティシエとしては他の何者をもの追随を許さぬ確かな腕を持ちながら、全くやる気を見せない。それもそのはず彼には他の兄弟たちには教えている一方で他者には知られては困る非常に大きな秘密があった。それは大夢が既に死者（実体を持つ幽霊）だという事実であった。
洋菓子店を盛り立てたいセージと、人に注目されては困るタイム。二人の事情はすれ違うものの「自分の家」を守りたい思いは同じ。優しい弟のぱせりに見守られながら、兄弟は今日も洋菓子店へと日常的に降りかかる災難・難題に反発し合いながらも立ち向かって行くのである。

## 登場人物
登場人物の名前の由来は、菜花三兄弟がサイモン&ガーファンクルの楽曲、パセリ・セージ・ローズマリー・アンド・タイムから、言葉の名字がライ麦畑でつかまえてなどを著した小説家J・D・サリンジャーから、その他の登場人物の名字は京都の地名や駅名からそれぞれ取られている。

### 菜花洋菓子店
菜花 大夢（なのは タイム）
三兄弟の長男。20歳。「なのは洋菓子店」のシェフで、常にタバコを吸っている。彼が作るケーキは天使の味がすると評判だが、その性格は悪魔のようで、彼の気まぐれで口の悪い態度のせいで、なのは洋菓子店はいつも開店休業中の状態になっている。特に飛び込みでやってくる客には非常に冷たくぞんざいに接する。その一方で祐天のような常連客に対してはイタズラこそするものの気安く接している。
実は本作の開始以前に事故死しており、幼馴染である祐天の手によって実体化した幽霊。大夢の吸うタバコは自身の幽体を実体化させ、生前の感覚を固定させるための霊薬であり他者に被害はないが、これが切れると現世に留まれなくなってしまう。また、それゆえに店が人目についたり下手に話題になる事は本人には非常に都合が悪いと考えており、普段のやる気のない態度や一見の客をぞんざいに扱って怒らせたりするのはそのためである。
菜花 正路（なのは セージ）
本作の主人公。三兄弟の二男。17歳。兄弟一真面目でしっかり者で、やる気のない兄の行動に常に悩まされている。お店と家計のためにいつもクーポンを集め節約に励んでいる。「なのは洋菓子店」を日本一のお店にするのが夢であり、日々TV局に宣伝メールを送っている。幽霊であるため人目につきたくないという兄の事情を理解しつつも、兄のケーキが世間に知られていない事に対して悔しさを感じている。
菜花 ぱせり（なのは ぱせり）
三兄弟の三男。いつも無邪気に笑っており、動物と会話することができる。その存在は「なのは洋菓子店」の看板となっている。なのは洋菓子店を目の敵にするしらかわの面々も、ぱせりには優しい。
言葉・S・サリンジャー（ことのは えす - ）
南雲市において急速な成長を遂げている複合企業体サリンジャーグループの会長の娘。サリンジャーグループが仕掛けているホテル併設型レジャー施設の用地を求めて菜花洋菓子店の立地場所に目をつけ、これを買収するために洋菓子店に近づいてきた人物。そのために偽装書類を用意してセージの許嫁を騙りメイド姿で菜花洋菓子店に居座った。お嬢様育ちであるがゆえに世間知らずで、社会常識や人間関係に関する知識は書物やメディアでの脚色された状態でしか理解しておらず、基本的には理に勝って非に落ちる性格。表情は鉄面皮で感情表現に乏しい。（本人はできているつもりでいる）

### 和菓子しらかわ
白川 ほの香（しらかわ ほのか）
「なのは洋菓子店」の向かい側にある「和菓子しらかわ」の長女にして7代目店主でありタイムの幼馴染。20歳。美貌人望兼ね揃えた和菓子作りの名人でありセージの憧れの人物。その一方で祖父の遺言である「なのはをつぶせ！」に忠実たらんとしており、味で「なのは洋菓子店」を潰そうとしている。
白川 かの香（しらかわ かのか）
「和菓子しらかわ」の次女。16歳。セージの幼馴染みかつ同級生で仲良くしたい思いもあるが、家訓として刷り込まれている菜花洋菓子店への恨み節から、いつもケンカ腰の態度を取る。また許婚を騙り店にやって来た言葉とセージが仲良くしていたりすると、嫉妬にかられて思考・言動・行動が過激になってしまう。なおアルコールに弱く、甘酒やラムレーズンでも酔っぱらって、絡み酒・甘え酒になり（特にセージに対して）大暴走をきたす。
しらかわの職人たち
「和菓子しらかわ」の厨房を支えるほとんどが筋骨隆々な体育会系気質の職人たち。白川家、特に菜花打倒を遺言して死んだ先代の言葉に対しては思考停止＆絶対服従しており、しらかわの敷地内に菜花の兄弟が入って来たなら、全力で排除にかかる。

### その他の人々
西大路 祐天（にしおおじ ゆうてん）
菜花洋菓子店のお得意様の一人で、店のある町の寺院「大門寺」の住職の息子。本人も寺を継ぐ者として僧籍にある身で、そのため禿頭にしている。ある意味で僧侶らしく衆道趣味の持ち主でオネエ言葉を操る。男色家だが、大夢の幼馴染であり無二の親友。洋菓子嫌いの父の目を盗んで大夢の和菓子を購入している。
他ならぬ大夢の吸ってるタバコの製造者であり、死んだ大夢を蘇らせた張本人。大夢もその事には心から感謝している。
猪熊 大晴（いのくま まさはる）
祐天に次ぐ大夢の幼馴染の一人で、菜花洋菓子店に原料となる乳製品を卸している牧場の経営主。ごく平凡な国際結婚によって生まれたハーフのためか、それとも職業ゆえのことか肌が浅黒い。（奥さんも同様の肌の色のため職業ゆえのものである可能性の方が高い）現在は落ち着きが出て朴訥な人物であるが、若い頃はロッカーを目指し、それなりに荒れていた過去を持つ。実は入り婿で現在の妻に惚れ、彼女の家の牧畜を手伝っているうちに、牧童の道に目覚めた過去を持つ。旧姓は「土屋」。
今出川 雪近（いまでがわ ゆきちか）
幼い頃から世界を放浪しコンテスト荒らしをしているパティシエ。コンテスト荒らし（出場した全コンテストで一位を総なめした）の前歴から伝説のパティシエとも称されている。実は幼い頃に出場したコンテストでタイムと出会い、彼には一回も勝てなかったことから、タイムを目の敵にしている……と本人は称するが、実は自身はタイムに自分を認めてほしいと思っている一種のツンデレである。実は南雲市の隣市である、なるさわ市にあるケーキ屋の息子。だがコンテスト荒らしを専門に活動してきたため菓子製造や大量生産に対しての経済観念は非常に乏しく常に利益の取れない青天井のケーキを作ることが多いために「ケーキを作るためにバイトをする」という本末転倒な行為に及んでいるフリーターである。キャンピングカーに製菓設備を整え、これをもって菓子を作りながらフリーターとして世界を行脚している。

## 用語
菜花洋菓子店（なのはようがしてん）
南雲駅からバスで10分、月野原駅を下車したところにある丘の上にある洋菓子店。営業時間は午前10時から午後6時までで年中無休。
1915年、現地に開店した「菜花洋食軒」という洋風レストランを源流とする店で、1930年にレストランからパン屋に業態をシフトさせ「菜花製パン所」となるも太平洋戦争の煽りをマトモに喰らって一時廃業する。が、当時の店主の息子たちが戦後となる1946年に店を再開させたが業態がパティスリーとなり現在の「菜花洋菓子店」となった。なお、レストランであった名残か店の厨房を預かる者をパティシエではなくシェフと呼ぶ。
園内にはハーブ園、果樹園、ニワトリ小屋などがあり、年中レディースデイのセールをしている。創業100年で、「和菓子しらかわ」とは代々激しい戦いを繰り広げてきたが、最近は劣勢気味で今にも潰れそうな状態になっている。
なお余談だが現在店を守る菜花3兄弟の曾祖母（故人。2代目・菜花作次の妻）の名は白川みの里（しらかわみのり）である。
和菓子しらかわ（わがし しらかわ）
「なのは洋菓子店」の道を挟んだ向かい側にある和菓子店。白川家によって菜花洋食軒と同時期に創業された。時代の趨勢に合わせて業態を変えた菜花と異なり、和菓子一筋の店を貫き通し、現在創業100年。「菜花製パン所」が「くるみあんパン」を発売し成功したために甘味を求める客を喰い合う形になってしまい、この「第一次白菜抗争」をきっかけとして「菜花洋菓子店」とは代々激しい戦いを繰り広げている。最近はよく雑誌で紹介されており、お客が絶えない状態になっている。
リヴァイアサン
南雲市を中心に展開しているサリンジャー・フード・グループ（サリンジャーグループ外食部門）旗下のファミリーレストランチェーン。利益を上げるために既成事実をでっち上げて中身の無い名前だけのメニューを臆面もなくアピールする（それに雪近が巻き込まれた）など、企業体制に問題があるかのような描写が目立ちつつある。
南雲市
作中の舞台の街。前作「神のみぞ知るセカイ」でも同一の地名が登場してる。

## 書誌情報
- 若木民喜 『なのは洋菓子店のいい仕事』 小学館 〈少年サンデーコミックス〉、全7巻
  1. 2015年7月22日発行（2015年7月17日発売[5]）、ISBN 978-4-09-126198-4
  2. 2015年10月21日発行（2015年10月17日発売[6]）、ISBN 978-4-09-126471-8
  3. 2016年1月23日発行（2016年1月18日発売[7]）、ISBN 978-4-09-126696-5
  4. 2016年4月23日発行（2016年4月18日発売[8]）、ISBN 978-4-09-127096-2
  5. 2016年7月20日発行（2016年7月15日発売[9]）、ISBN 978-4-09-127170-9
  6. 2016年10月23日発行（2016年10月18日発売[10]）、ISBN 978-4-09-127403-8
  7. 2016年12月21日発行（2016年12月16日発売[11]）、ISBN 978-4-09-127433-5